# Ryōta Murata
Ryōta Murata (村田 諒太?, Murata Ryōta; Nara, 12 gennaio 1986) è un pugile giapponese.
Ha avuto una carriera amatoriale di successo, culminata con la vittoria dell'oro olimpico nei pesi medi ai Giochi olimpici di Londra 2012. Passato al professionismo l'anno seguente, nel 2017 ha conquistato il titolo mondiale WBA di categoria.

## Biografia
Murata ha cominciato l'attività pugilistica alle scuole superiori, frequentando la palestra Shinko Boxing Gym di Osaka.
Ha poi continuato alla scuola superiore di Minami-Kyoto dove è stato allenato da Maekawa Takemoto.
Dopo l'iscrizione all'università Tōyō, però, subì una serie di sconfitte che lo allontanarono dall'attività pugilistica. Iscrittosi alla Scuola di Allenamento Fisico delle Forze di autodifesa giapponesi su consiglio di Takemoto, in occasione di un viaggio in Thailandia, ebbe occasione di vedere alcuni bambini dediti all'allenamento, recuperando l'entusiasmo per il pugilato.
Riavviatosi all'attività dilettentistica, risulta al tempo stesso dipendente dell'università Tōyō.

## Carriera pugilistica
Ryōta Murata ha partecipato ad una edizione dei giochi olimpici (Londra 2012), tre dei campionati del mondo (Mianyang 2005, Chicago 2007, Baku 2011) ed una ai campionati asiatici (Ho Chi Minh 2005).

### Principali incontri disputati
Statistiche aggiornate al 28 agosto 2012.
| Evento              | Edizione         | Categoria     | Trentaduesimi                          | Sedicesimi                          | Ottavi                                   | Quarti                                    | Semifinale                            | Finale                                | Pos. | Note         |
| ------------------- | ---------------- | ------------- | -------------------------------------- | ----------------------------------- | ---------------------------------------- | ----------------------------------------- | ------------------------------------- | ------------------------------------- | ---- | ------------ |
| Campionati asiatici | Ho Chi Minh 2005 | Medi (-75 kg) | N.D.                                   | N.D.                                | Maximino Tabangcora ( Filippine) V RSC 3 | Ejaz Mehmood ( Pakistan) V                | Cho Deok Jin ( Corea del Sud) P       | non qualificato                       |      | [ 4 ]        |
| Mondiali            | Mianyang 2005    | Medi (-75 kg) | Nikolajs Grisunins ( Lettonia) P RSCO  | non qualificato                     | non qualificato                          | non qualificato                           | non qualificato                       | non qualificato                       | 33º  | [ 5 ]        |
| Giochi asiatici     | Doha 2006        | Medi (-75 kg) | N.D.                                   | N.D.                                | Bakhtiyar Artayev ( Kazakistan) P 5-24   | non qualificato                           | non qualificato                       | non qualificato                       | 9º   | [ 6 ]        |
| Mondiali            | Chicago 2007     | Medi (-75 kg) | Donatas Bondorovas ( Lituania) V 24-22 | Shawn Estrada ( USA) P 12-17        | non qualificato                          | non qualificato                           | non qualificato                       | non qualificato                       | 17º  | [ 7 ]        |
| Campionati asiatici | Incheon 2011     | Medi (-75 kg) | N.D.                                   | N.D.                                | Zhang Jianting ( Cina) V AB 2            | Shukhrat Abdullayev ( Uzbekistan) P 14-23 | non qualificato                       | non qualificato                       | 5º   | [ 8 ]        |
| Mondiali            | Baku 2011        | Medi (-75 kg) | Abbos Atoev ( Uzbekistan) V RSC        | Mohammad Sattarpour ( Iran) V 22-11 | Stefan Hartel ( Germania) V 18-15        | Darren O'Neill ( Irlanda) V 18-9          | Esquiva Florentino ( Brasile) V 24-11 | Jevhen Chytrov ( Ucraina) P 22-24     |      | [ 9 ] [ 10 ] |
| Olimpiadi           | Londra 2012      | Medi (-75 kg) | N.D.                                   | Bye                                 | Abdelmalek Rahou ( Algeria) V 21-12      | Adem Kılıççı ( Turchia) V 17-13           | Abbos Atoev ( Uzbekistan) V 13-12     | Esquiva Florentino ( Brasile) V 14-13 |      | [ 11 ]       |